# سم رولف
ساموئل هریس رولف (انگلیسی: Samuel Harris Rolfe؛ زاده ۱۸ فوریهٔ ۱۹۲۴ درگذشته ۱۰ ژوئیه ۱۹۹۳) یک فیلم‌نامه‌نویس و تهیه‌کننده تلویزیونی اهل ایالات متحده آمریکا بود.
از فیلم‌ها یا سریال‌هایی که وی در آن‌ها نقش داشته است، می‌توان به مردی از یو.ان.سی.ال.ای. اشاره نمود.